# Université de Doba
L'université de Doba est un établissement d'enseignement supérieur public tchadien situé dans la ville de Doba.

## Historique
Le projet de loi relatif à la création de l'université de Doba a été examiné et adopté par le Conseil des ministres tchadien le 18 novembre 2010.
En mars 2012, elle n'était pas encore fonctionnelle.

## Liste des recteurs
- 8 juin 2011 : Jérôme Mbainaibeye[3], vice recteur : Edith Kadjangaba
- 13 juillet 2023: Prof. DJIKOLOUM BENJAMIN BENAN[4],  VPCE: Edith Kadjangaba, VPCRC: SABRE IDRISS ABSAKINE